# Ezequiel Palacios

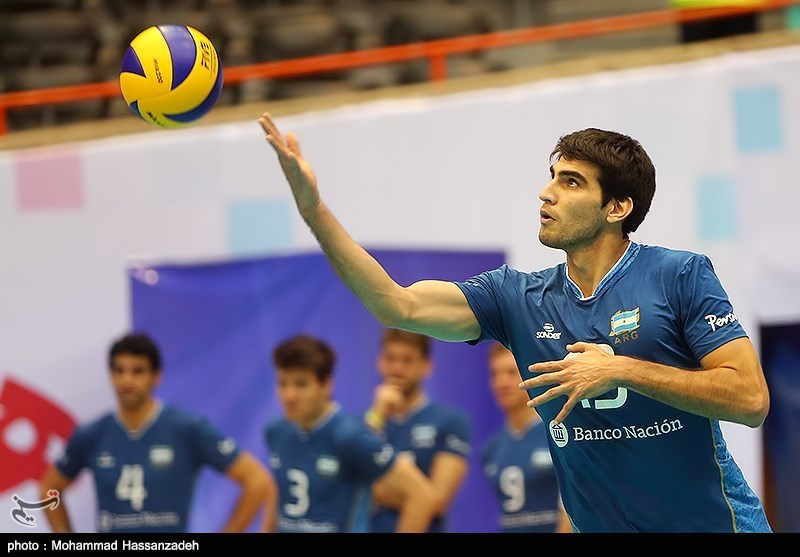
Ezequiel Palacios podczas meczu Włochy-Argentyna w Lidze Światowej 2016

Ezequiel Palacios (ur. 2 października 1992 w Formosa) – argentyński siatkarz, reprezentant kraju, grający na pozycji przyjmującego. 

## Sukcesy klubowe
Liga argentyńska:
- 2010

Puchar ACLAV:
- 2017

Liga francuska:
- 2022[3]

Superpuchar Francji:
- 2022[4], 2024[5]

## Sukcesy reprezentacyjne
Letnie Igrzyska Olimpijskie Młodzieży:
- 2010

Puchar Panamerykański:
- 2018
- 2013, 2014

Mistrzostwa Ameryki Południowej:
- 2023[6]
- 2013, 2019, 2021

Igrzyska Panamerykańskie:
- 2015[7]

Igrzyska Olimpijskie:
- 2020

## Nagrody indywidualne
- 2016: Najlepszy przyjmujący Kontynentalnych kwalifikacji do Letnich Igrzysk Olimpijskich
- 2018: MVP i najlepszy skrzydłowy Pucharu Panamerykańskiego
- 2022: Najlepszy atakujący Memoriału Huberta Jerzego Wagnera